# Fotovoltaisk effekt
Den fotovoltaiske effekt er skabelsen af elektrisk spænding i et materiale der udsættes for fotoner (elektromagnetisk stråling; fx lys). (Til trods for at den fotovoltaiske effekt er direkte relateret til den fotoelektriske effekt er de to processer forskellige og bør være adskilte. I den fotoelektriske effekt bliver elektroner frastødt et materiales overflade, når det udsættes for bestråling med en tilstrækkelig mængde energi.) Den fotovoltaiske effekt er forskellig på den måde, at de frigivne elektroner flyttes mellem forskellige bindinger (for eksempel fra valens til konduktions-bindinger) indenfor det samme materiale, dermed opbygges en spænding mellem to elektroder.
Den fotovoltaiske effekt blev første gang observeret af den franske fysiker Alexandre Edmond Becquerel i 1839.